# Jürgen Rinke
Jürgen Rinke (* 10. September 1963) ist ein ehemaliger deutscher Fußballspieler.

## Sportlicher Werdegang
Rinke spielte in der Jugend beim SV Blau-Weiß Spandau und Blau-Weiß 90 Berlin, mit der A-Junioren-Mannschaft erreichte er in der Deutschen Meisterschaft 1980/81 das gegen den späteren Vizemeister FC Schalke 04 verloren gegangene Semifinale. Parallel avancierte er zum Juniorennationalspieler und lief unter Auswahltrainer Dietrich Weise für die deutsche U-18-Nationalmannschaft auf. Mit dieser nahm er an der U-18-Europameisterschaft 1982 teil, an der Seite von unter anderem Raimond Aumann, Gerd Dais, Egon Flad, Günter Hutwelker und Ulf Metschies schied er dabei vorzeitig in der Gruppenphase aus.
Mit Blau-Weiß 90 Berlin wurde Rinke als Ergänzungsspieler in der Spielzeit 1983/84 Meister der Oberliga Berlin, durch einen 3:1-Endspielerfolg im Wettbewerb um den Berliner Landespokal 1983/84 im Finalspiel gegen die Lichterfelder Sport-Union gelang zudem der Doublegewinn. In der Aufstiegsrunde zur 2. Bundesliga bestritt er drei der acht Spiele, als der Klub als Tabellenführer der Nord-Gruppe vor dem punktgleichen FC St. Pauli den Sprung in den Profifußball schaffte. Rinke ging jedoch kurzzeitig zu Preußen Münster in die Oberliga Westfalen und wechselte 1985 in den Berliner Fußball zurück, wo er mit dem SC Charlottenburg am Ende der Spielzeit 1985/86 als Stammspieler – in 30 Saisonspielen erzielte er 19 Saisontore – unter Trainer Fahrudin Jusufi an der Seite von Mannschaftskapitän Jürgen Schulz, Bernd Geesdorf, Stefan Kühlhorn, Frank Mischke, Christian Sackewitz und Jörg Schepers ebenso das Double holte. In der Aufstiegsrunde scheiterte er mit dem Klub als Tabellendritter hinter dem FC St. Pauli und Rot-Weiss Essen.
Im Sommer 1986 nahm der Zweitligaabsteiger Hertha BSC Rinke unter Vertrag, hier holte er unter Trainer Jürgen Sundermann am Ende der Spielzeit 1986/87 sein drittes Double im Berliner Amateurfußball. Erneut reichte es in der Aufstiegsrunde nur zum dritten Rang der Nord-Gruppe, im direkten Duell mit BVL 08 Remscheid ab abschließenden Spieltag zogen der Konkurrent durch einen 3:1-Erfolg sowie der SV Meppen durch einen parallelen 4:2-Sieg gegen die SpVgg Erkenschwick jeweils vorbei. In der Spielzeit 1987/88 trug der vornehmlich als Ergänzungsspieler zum Zug kommende Rinke mit sieben Saisontoren zur Titelverteidigung in der Berliner Meisterschaft bei, dieses Mal gelang als Gruppenerster vor dem punktgleichen Eintracht Braunschweig  der Wiederaufstieg des ehemaligen Bundesligisten in die 2. Bundesliga – bei seinen sieben Einsätzen in der Aufstiegsrunde wurde er dabei jeweils eingewechselt. Auch in der Zweitligasaison 1988/89 kam Rinke zunächst als Einwechselspieler zu Spielminuten. Ab dem 13. Spieltag stand er nach der Demission Sundermanns auf dem 17. Tabellenplatz liegend und einer Serie von drei Spielen ohne Sieg im ersten Spiel unter dessen Nachfolger Werner Fuchs in der Startformation und etablierte sich hier über weite Strecken der restlichen Spielzeit, als der Klub den 13. Tabellenrang erreichte. In der folgenden Spielzeit rückte er ins zweite Glied. Zwar erzielte er beim 2:0-Auswärtserfolg bei Hannover 96 im August 1989 sein einziges Zweitligator, beim Erreichen des Aufstiegs in die Bundesliga kam er jedoch nur zu sieben Saisoneinsätzen.
Im Sommer 1990 schloss sich Rinke daher nach 38 Zweitligaspielen für Hertha BSC den Reinickendorfer Füchsen in der Oberliga an. Mit dem Klub erreichte er mit der von Gerd Achterberg trainierten Mannschaft im Wettbewerb um den Berliner Landespokal 1991/92 das Finalspiel, dieses ging jedoch gegen die Hertha-Amateure verloren. Anschließend wechselte er innerhalb der Oberliga Nordost zum FSV 90 Velten. Hier beendete er später seine höherklassige Fußballerlaufbahn.